# Stefan Michael Newerkla

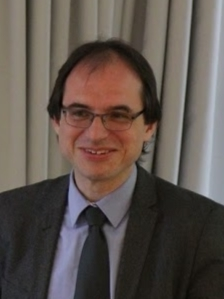
Stefan Michael Newerkla, 2016

Stefan Michael Newerkla (* 7. Oktober 1972 in Horn) ist ein österreichischer Sprachwissenschaftler, Slawist und Philologe.
Er lehrt seit 2004 als Professor für Westslawische Sprachwissenschaft an der Universität Wien und ist seit 2018 wirkliches Mitglied der Österreichischen Akademie der Wissenschaften.

## Familie und Ausbildung
Nach ersten Jahren in Horn wuchs der Sohn des Autors und Theaterregisseurs Josef Newerkla und dessen Frau Hermine als ältester von drei Brüdern in Groß Gerungs im Waldviertel auf, wo er auch die Volksschule besuchte. Nach der Matura am Humanistischen Gymnasium Zwettl im Jahr 1991 studierte Newerkla von 1992 bis 1998 Slawistik, Anglistik und Amerikanistik an der Universität Wien und promovierte im Jahr 1998 über Intendierte und tatsächliche Sprachwirklichkeit in Böhmen – Diglossie im Schulwesen der tschechischsprachigen Länder der Habsburgermonarchie 1740–1918 am Beispiel des westböhmischen Kreisstadt Plzeň (Pilsen).
Von 2000 bis 2003 war er in einem Forschungsprojekt des Fonds zur Förderung der wissenschaftlichen Forschung (FWF) zu den sprachlichen Kontakten zwischen dem Tschechischen, Slowakischen und Deutschen beschäftigt. Im Anschluss habilitierte er mit einer Arbeit zum Thema Sprachkontakte Tschechisch – Deutsch – Slowakisch. Deutsche Lehnwörter im Tschechischen und Slowakischen: Historische Entwicklung, Beleglage, bisherige und neue Deutungen.
Newerkla ist verheiratet und hat drei Kinder. Einer seiner Brüder ist der österreichische Cembalist, Pianist, Arrangeur und Ensembleleiter Nikolaus Philipp Newerkla.

## Beruflicher Werdegang
Schon während seiner Studienzeit war Newerkla berufstätig. Von 1997 bis 2003 wirkte er als Lehrbeauftragter am Institut für Slawistik sowie am Institut für Übersetzen und Dolmetschen der Universität Wien, parallel absolvierte er von 1998 bis 1999 das Unterrichtspraktikum für Tschechisch an der Höheren Technischen Bundeslehranstalt Hollabrunn und für Englisch an der Höheren Bundeslehranstalt Hollabrunn. Zwischen 1999 und 2000 engagierte er sich zusätzlich als Tutor am Institut für Erziehungswissenschaft – Zentrum für das Schulpraktikum der Universität Wien.
2003 konnte Newerkla das Auswahlverfahren um die Professur für Westslawische Sprachwissenschaft an der Philologisch-Kulturwissenschaftlichen Fakultät der Universität Wien für sich entscheiden und wurde so 2004 als damals jüngster Universitätsprofessor seines Fachbereichs an die Alma Mater Rudolphina Vindobonensis berufen.
Von 2013 bis 2022 war er als Universitätsprofessor auch dem Zentrum für Lehrer*innenbildung der Universität Wien teilzugeordnet.

## Forschung
Gegenwärtig leitet er als Konsortiumsmitglied des vom österreichischen Fonds zur Förderung der wissenschaftlichen Forschung (FWF) finanzierten Spezialforschungsbereichs (SFB) F 60-G23 „Deutsch in Österreich. Variation – Kontakt – Perzeption“ das Task Cluster zum Sprachkontakt mit dem Teilprojekt „Deutsch und slawische Sprachen in Österreich: Aspekte des Sprachkontakts“.
Darüber hinaus ist er unter anderem als Ko-Projektleiter im internationalen Joint Project I 5309 des Fonds zur Förderung der wissenschaftlichen Forschung (FWF) und des Russischen Fonds für Grundlagenforschung (Российский фонд фундаментальных исследований – РФФИ) zum Thema Slavic studies in exchange: Austria and Russia in 1849–1939 (Laufzeit: 1. 11. 2021 – 31. 10. 2025), in der Themenplattform Mehrsprachigkeit der Österreichischen Akademie der Wissenschaften (ÖAW) mit dem Teilprojekt Aspekte der (Mehr-)Sprachigkeit in Österreich: Kompetenz – Gebrauch – Einstellungen (2021–2023) sowie als Mitglied der universitären Forschungsplattform Research Platform for the Study of Transformations and Eastern Europe (Laufzeit: 1. 1. 2020 – 31. 12. 2024.) aktiv.

## Funktionen (Auswahl)
Newerkla ist Leiter des Instituts für Slawistik der Universität Wien.
In den Jahren 2009 bis 2016 fungierte er als Mitglied des Senats der Universität Wien, bis 2013 als Vorsitzender der Steuerungsgruppe Lehramt (STGLA) und bis 2016 auch als Vorsitzender der Curricularkommission des Senats, zuständig für alle Curricula an der Universität Wien. Zwischen 2006 und 2016 war Newerkla gleichzeitig Mitglied der Ständigen Arbeitsgruppe für Philologie und Literaturwissenschaft der Akkreditierungskommission des Ministeriums für Schulwesen, Jugend und Leibeserziehung der Tschechischen Republik.
Seit 2009 hat Newerkla den österreichischen Ko-Vorsitz der Ständigen Konferenz österreichischer und tschechischer Historikerinnen und Historiker zum gemeinsamen kulturellen Erbe (SKÖTH) des österreichischen Bundesministeriums für Europa, Integration und Äußeres und des tschechischen Außenministeriums inne. Im Auftrag der SKÖTH wurde unter anderem das 2018 fertiggestellte Projekt „Gemeinsames Österreichisch-Tschechisches Geschichtsbuch“ durchgeführt, einer auf neuesten Forschungsergebnissen beruhenden, komparativen Darstellung der Geschichte der beiden Staaten und Gesellschaften.
Darüber hinaus fungiert Newerkla gegenwärtig unter anderem als Mitglied des International Board der Palacký-Universität Olomouc, als Kuratoriumsmitglied des Jubiläumsfonds der Stadt Wien für die Österreichische Akademie der Wissenschaften (ÖAW), als österreichischer Vorsitzender des gemeinsamen Literatur- und kulturwissenschaftlichen Komitees der ÖAW und der Ungarischen Akademie der Wissenschaften, als Zweiter Vorsitzender der Matthias-Kramer-Gesellschaft zur Erforschung der Geschichte des Fremdsprachenerwerbs und der Mehrsprachigkeit, als Mitglied des Wissenschaftlichen Rates der Philosophischen Fakultät der Masaryk-Universität, als Mitglied und stellvertretender Vorsitzender des Leitungsgremiums der AKTION Österreich – Tschechische Republik (Wissenschafts- und Erziehungskooperation), als Mitglied des Präsidiums des Verbands der Professorinnen und Professoren der österreichischen Universitäten (UPV), als Vorstandsmitglied und Referent für wissenschaftliche Arbeiten des Instituts für den Donauraum und Mitteleuropa (IDM) sowie als Mitglied des International Council des IDM.
Seine übrigen Tätigkeiten und Aufgaben inneruniversitär und außeruniversitär sind mannigfaltig.

## Mitgliedschaften in Akademien und Auszeichnungen
Seit 2010 ist Newerkla Mitglied der Akademischen Versammlung und seit 2013 auch des Wissenschaftlichen Rates der Tschechischen Akademie der Wissenschaften.
2017 erhielt er die Josef-Dobrovský-Ehrenmedaille der Tschechischen Akademie der Wissenschaften für Verdienste um die philologischen und philosophischen Wissenschaften.
2018 wurde Newerkla zum wirklichen Mitglied der Österreichischen Akademie der Wissenschaften gewählt.

Die Gesamtsitzung der Mitglieder wählte ihn darüber hinaus in den Akademierat 2022–2027.
2023 erhielt er die Premia Bohemica für seinen herausragenden Beitrag zur Förderung der tschechischen Literatur im Ausland.
Am 7. August 2024 wurde Newerkla vom Minister für auswärtige Angelegenheiten der Tschechischen Republik Jan Lipavský die Medaille „Für Verdienste um die Diplomatie“ verliehen und am 29. Jänner 2025 im Rahmen eines Festakts im Spiegelsaal der Tschechischen Botschaft in Wien von Botschafter Jiří Šitler feierlich überreicht.
Am 30. November 2024 erhielt Newerkla im König Jan-III-Sobieski-Saal des Wissenschaftlichen Zentrums der Polnischen Akademie der Wissenschaften (PAN) in Wien-Landstraße das Jubiläumsabzeichen zum 130-jährigen Bestehen des Verbands der Polen in Österreich „Strzecha“ zuerkannt.

## Werke
Newerkla veröffentlichte bislang über 20 Bücher und mehr als 150 wissenschaftliche Aufsätze. Seine Publikationen sind insbesondere Themen wie dem deutsch-slawischen Sprachkontakt, Mitteleuropa als Sprachareal und der Austriazismenforschung, dem slawischen Sprachenrecht, dem Schulwesen und Sprachunterricht in der Habsburgermonarchie sowie den Wiener Beiträgen zur tschechischen und slowakischen nationalen Erneuerung gewidmet.
Als sein Opus magnum gilt seine 780 Seiten starke Monographie Sprachkontakte Deutsch – Tschechisch – Slowakisch. Wörterbuch der deutschen Lehnwörter im Tschechischen und Slowakischen: historische Entwicklung, Beleglage, bisherige und neue Deutungen, die in ihrer zweiten, durchgehend überarbeiteten und aktualisierten Auflage auch als Open-Access-Publikation frei zugänglich ist.
Der Wissenschaftler ist zugleich Ko-Autor von Lehr- und Übungsbüchern für das Tschechische und Slowakische, gemeinsam mit Fedor B. Poljakov Herausgeber der internationalen Zeitschrift Wiener Slavistisches Jahrbuch | Vienna Slavic Yearbook (Harrassowitz) sowie mehrerer Buchreihen, darunter Sprach- und Kulturkontakte in Europas Mitte. Studien zur Slawistik und Germanistik (Peter Lang), Bohemoslavica abscondita (Holzhausen), Philologica Slavica Vindobonensia (Peter Lang), Fremdsprachen in Geschichte und Gegenwart (FGG) (Harrassowitz), Schriften der Matthias-Kramer-Gesellschaft zur Erforschung der Geschichte des Fremdsprachenerwerbs und der Mehrsprachigkeit (SMKG) (University of Bamberg Press), Schriften zur deutschen Sprache in Österreich (Peter Lang) sowie der Schriftenreihe der Ständigen Konferenz österreichischer und tschechischer Historiker zum gemeinsamen kulturellen Erbe (LIT Verlag).